# Morne Rouge (Saint-Barthélemy)

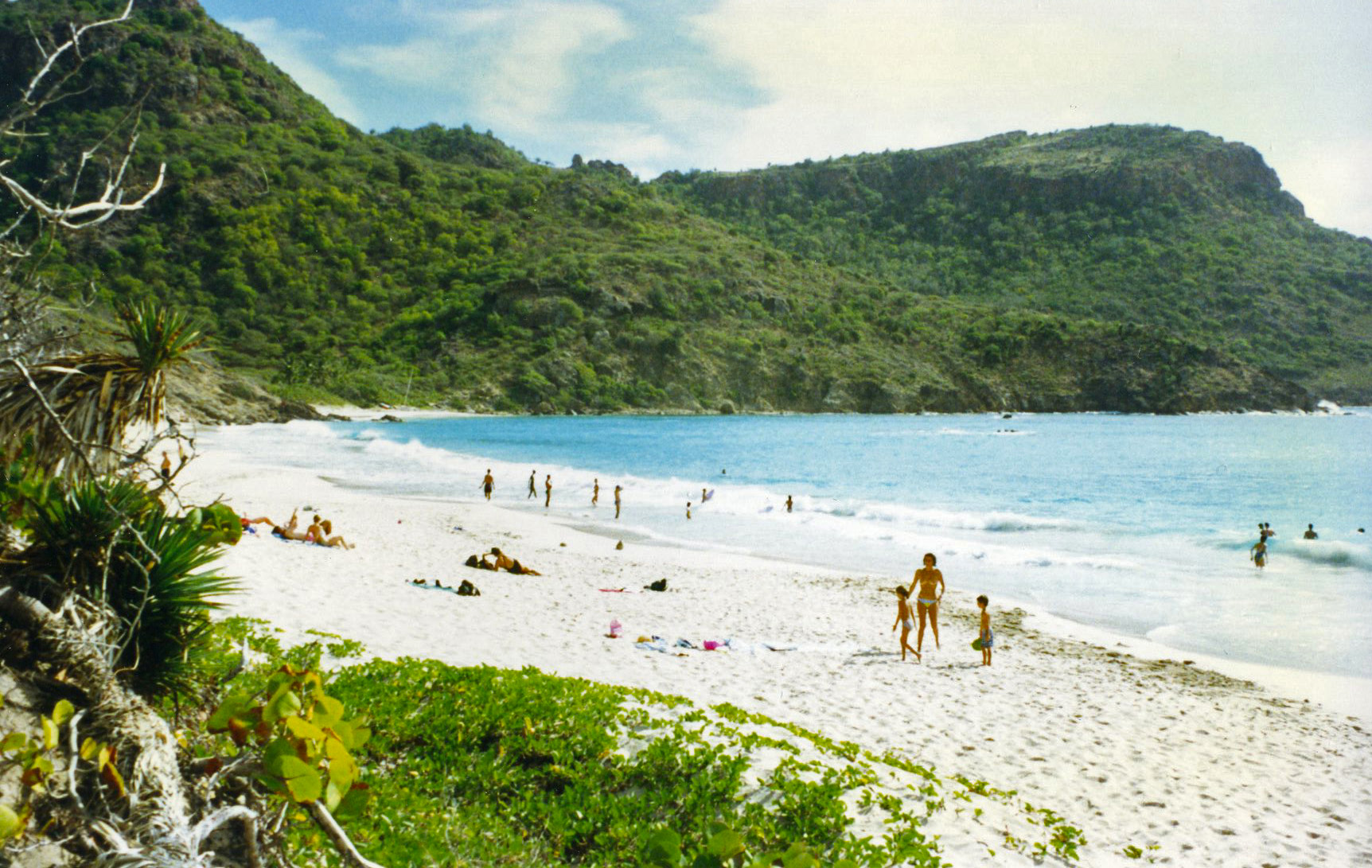
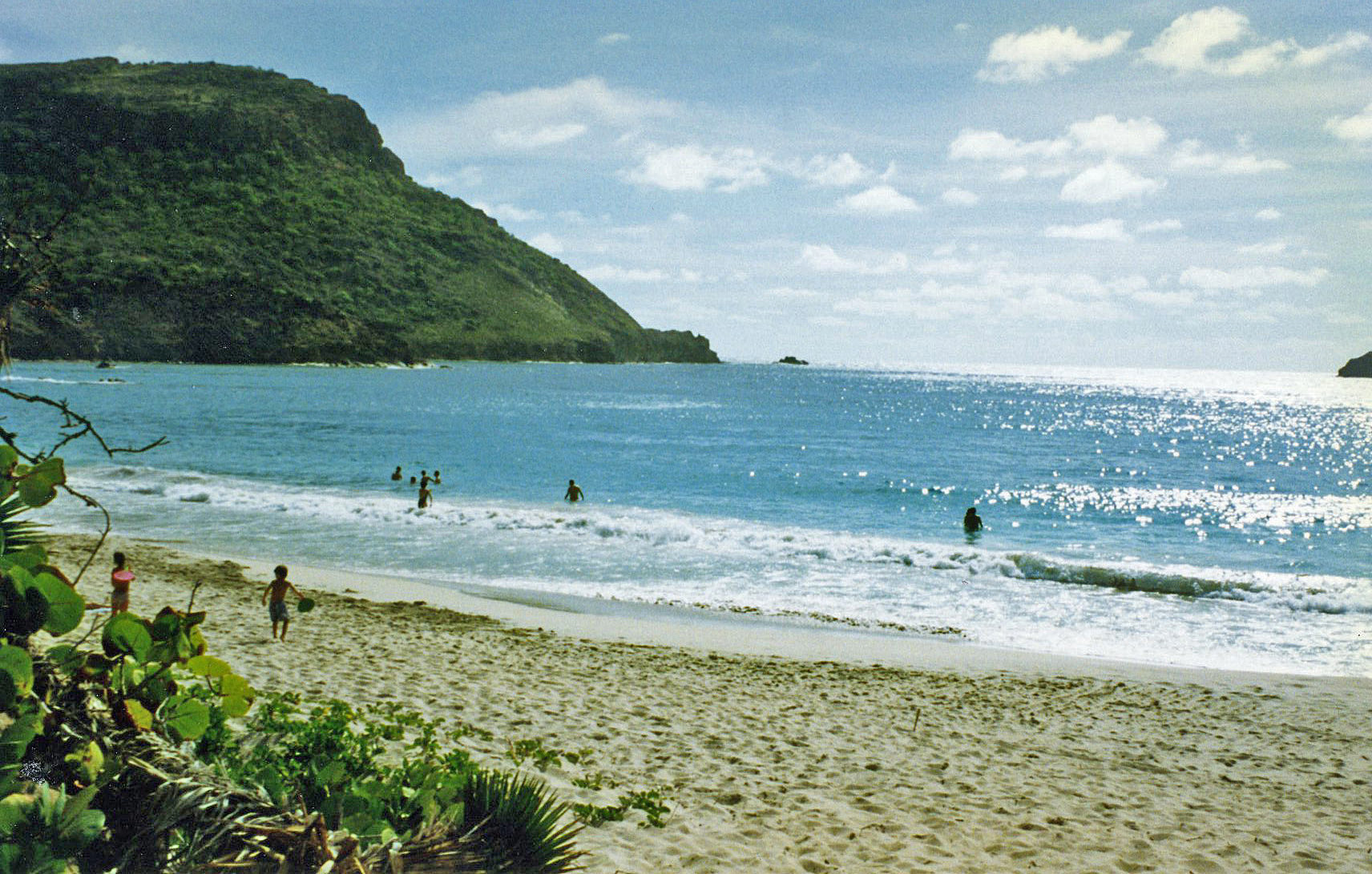

Morne Rouge est un quartier de Saint-Barthélemy dans les Caraïbes. Il est situé dans la partie sud-est de l'île entre l'Anse du Gouverneur, Grande Saline et Grand Fond.

La plage de Saline à Morne Rouge
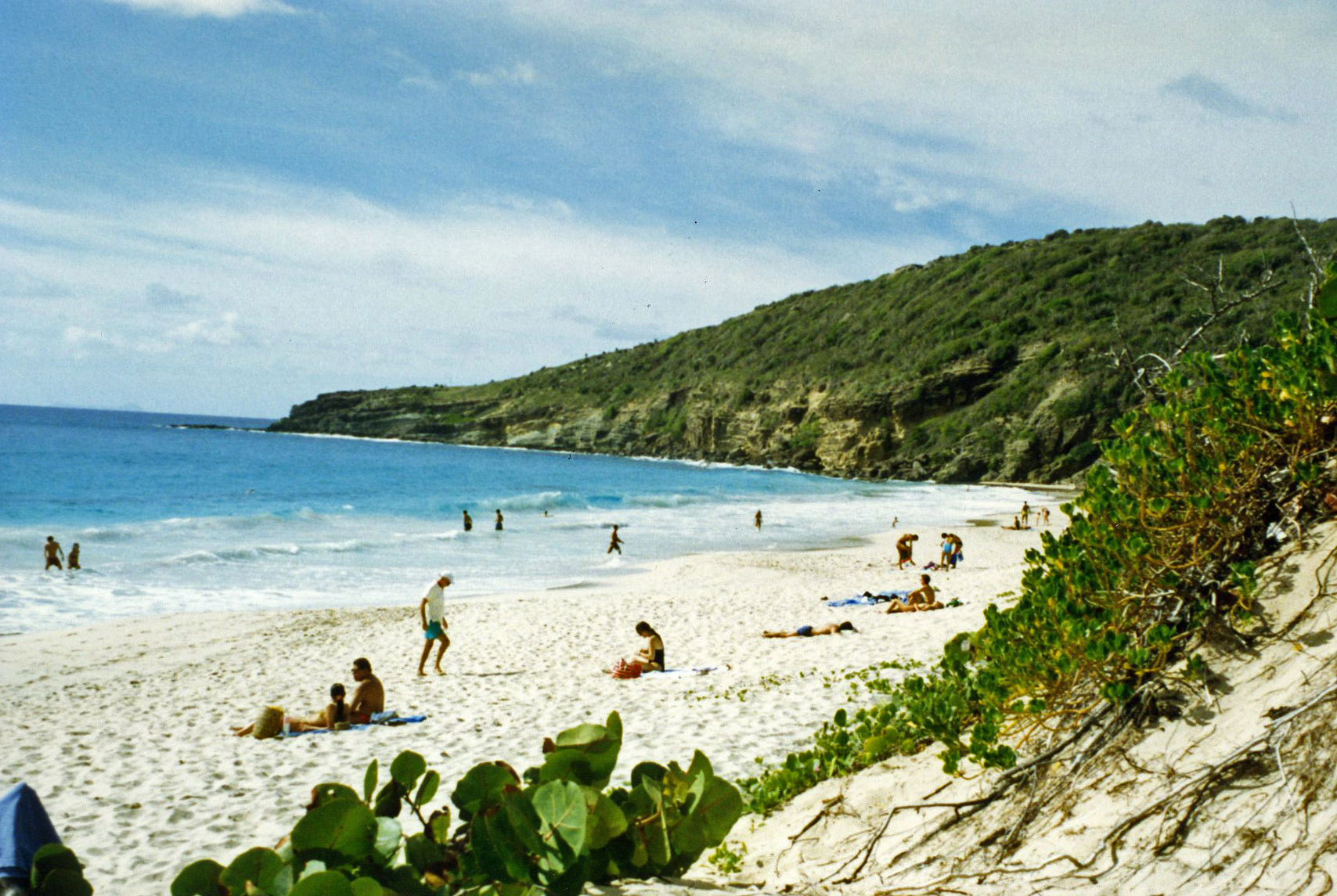
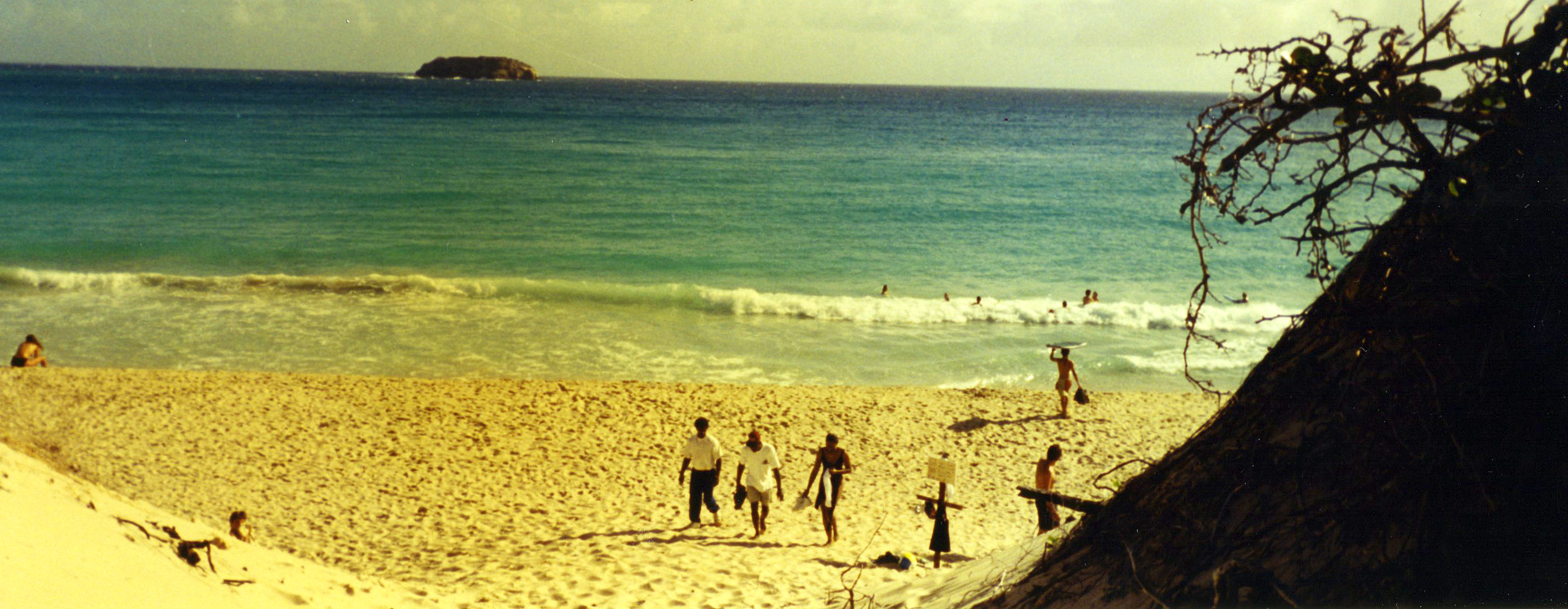